# 1985년 백악관 침입 사건
1985년 백악관 침입 사건(영어: 1985 White House intrusion)은 1985년 1월 20일, 45세의 수도 계량기 검침원 로버트 앨런 라타(영어: Robert Allen Latta)가 미국 백악관에 무단으로 침입한 사건이다.

## 배경
콜로라도주 덴버 출신의 라타는 대학원에서 기계공학 석사 학위를 취득하고 덴버 수도국에서 수도 계량기 검침원으로 일했으며, 하루에 600건을 검침하여 덴버 검침 기록을 보유하고 있었다. 타임 (잡지)는 그의 상사가 "그는 정확성과 속도의 현상이다"라고 말했다고 인용했다.

## 침입
워싱턴 D.C.로 관광을 간 라타는 1985년 1월 20일 (제2차 로널드 레이건 대통령 취임식 날) 미국 해병대 군악대의 33명 대원들을 따라 보안 구역을 통과하여 백악관에 진입했다. 하룻밤 묵을 가방을 들고 14분 동안 백악관 중앙관저를 돌아다닐 수 있었으나, 결국 블루 룸 근처에서 발견되어 제복도 악기도 가지고 있지 않다는 것을 알아차린 미국 비밀경호국 요원들에게 체포되었다. 라타는 자신이 불법적인 행동을 하고 있다는 것을 몰랐다고 전해지며, "내가 거기 있으면 안 되는 거라면 누군가 나를 막을 거라고 생각했다"고 말했고, "그냥 행사를 보고 싶었을 뿐이다... 나는 좀 애국자이다"라고 말했다고 인용되었다.

## 여파
미국 비밀경호국 요원들은 탐지견을 동원하여 폭발물을 수색하고 백악관 밖에서 라타를 심문했다. 이후 라타는 컬럼비아 특별구 수도 경찰국으로 넘겨져 경범죄인 불법 침입 혐의로 기소되었다. 라타는 5일 간 수감되었고 법원에서 지정한 정신과 전문의 노먼 L. 윌슨 박사에 의해 면담을 가졌다. 윌슨 박사는 라타가 1984년 6월에 정신병원에 자의 입원한 적이 있으며 환각으로 "망쳤다"는 소리를 들었다고 밝혔다. 이는 컬럼비아 특별구 고등법원에 제출된 문서에 따른 것이다. 라타는 세인트 엘리자베스 병원에 수용되었다.
윌슨은 라타에 대한 추가적인 정신과 연구를 권고했고 1월 21일 청문위원은 라타에게 심리평가를 받도록 명령했다. 그러나 이 명령은 3일 후에야 도시의 정신과 전문의들에게 전달되었으며, 이는 라타가 1,000달러의 보석금을 내고 보석 석방된 지 몇 시간 후였다. 라타는 침입이 "실수"였지만 "워싱턴에 있었던 일 중 가장 중요한 순간"이었고 "얼마나 멀리 갈 수 있는지 보고 싶었다"고 말했다. 불법 침입은 최대 6개월의 징역형에 처해질 수 있었지만 경범죄에 불과했기 때문에 워싱턴 D.C. 검찰은 라타가 자발적으로 돌아오지 않으면 콜로라도주에서 그를 범죄인 인도할 수 없었다.
라타는 1985년 5월 7일 워싱턴 D.C. 법원 출석에 불응하여 체포되었으나, 콜로라도 지방법원의 도널드 E. 에이브럼 미국 치안판사가 워싱턴 D.C.로 송환되어 기소될 것인지에 대한 심리를 진행하기로 결정한 후 개인 신분 보증으로 석방되었다.

## 대중문화
코미디언 리치 홀은 1985년 새터데이 나이트 라이브의 코미디 루틴에서 라타를 정기적으로 모방했다.

## 같이 보기
- 백악관 보안 위반 목록